# 私の鶯
『私の鶯』（わたしのうぐいす、ロシア語: Мой соловей）は、1942年に製作が開始され、44年に完成した満洲映画協会と東宝の共同製作による映画である。大佛次郎の原案をもとに島津保次郎が脚色・監督、李香蘭（山口淑子）が主演した。ロシア革命から満州事変・満州国成立にかけてのハルビンの白系ロシア人社会が主要な舞台となっており、劇中の多くの部分でロシア語の会話が用いられている。現地のハルビン交響楽団も撮影に協力した。満洲・日本での劇場公開は実現しなかったが、1944年8月から翌年6月にかけて数回北京・上海で上映されている。1984年にプリントが再発見された。

## キャスト
- 満里子（マリア）：李香蘭
- 隅田（満里子の父）：黒井洵
- 悦子（隅田の妻・満里子の母）：千葉早智子
- 上野憲二（画家）：松本光男
- ディミトリー・イヴァノヴィッチ・パーニン（バス歌手、満里子の養父）：グリゴリー・サヤーピン
- アンナ・ステパーノワ・ミルスカヤ：ニーナ・エンゲルガルド
- ラズモフスキー伯爵：ヴァシーリー・トムスキー
- 巽（隅田の友人）：進藤英太郎

## スタッフ
- 製作：岩崎昶
- 監督：島津保次郎
- 脚色：島津保次郎
- 撮影：福島宏
- 音楽：服部良一
- 振付：白井鐵造

## 挿入曲
- 「私の鶯」（作曲：服部良一、日本語詞：サトウハチロー）
- 「新しき夜」（作曲：服部良一、日本語詞：サトウハチロー）[6]

## 劇中劇
- チャイコフスキー『スペードの女王』
- グノー『ファウスト』（ロシア語上演）

## 参考・関連文献
- 岩野裕一『王道楽土の交響楽 満洲―知られざる音楽史』（音楽之友社、1999年）ISBN 4276211247
- 岩野裕一「『私の鶯』と音楽の都・ハルビン」（四方田犬彦編『李香蘭と東アジア』東京大学出版会、2001年）ISBN 4130800949
- 川崎賢子「もう一人の彼女：李香蘭/山口淑子/シャーリー・ヤマグチ（7）『私の鶯』とロシアン・コネクション」（『図書』2017年4月号）
  - 『もう一人の彼女 李香蘭/山口淑子/シャーリー・ヤマグチ』（岩波書店、2019年）ISBN 4000253247
- 佐藤忠男『キネマと砲聲ー日中映画前史』（リブロポート、1985年）ISBN 4845701871
  - （岩波現代文庫、2004年）ISBN 4006030916
- 秦剛「"大東亜の歌姫"李香蘭の表象性 "幻"の映画『私の鶯』再検証」（岩本憲児・晏妮編『戦時下の映画 日本・東アジア・ドイツ』森話社、2019年）ISBN 4864051402
- イリーナ・メリニコワ「『私の鶯』に写った李香蘭の神話と現実」（生田美智子編『女たちの満洲 多民族空間を生きて』大阪大学出版会、2015年）ISBN 4872594320
- 門間貴志「岩崎昶の神話ー『私の鶯』への道」（四方田犬彦・晏妮編『ポスト満洲映画論ー日中映画往還』人文書院、2010年）ISBN 4409100270
- 山口猛『幻のキネマ満映 甘粕正彦と活動屋群像』（平凡社、1989年）ISBN 4582282202
  - （平凡社ライブラリー、2006年）ISBN 4582765882
- 山口猛『哀愁の満州映画 満州国に咲いた活動屋たちの世界』（三天書房、2000年）ISBN 4883460541
- 山口淑子・藤原作弥『李香蘭 私の半生』（新潮社、1987年）ISBN 410366701X
  - （新潮文庫、1990年）ISBN 410366701X
- 山口淑子『「李香蘭」を生きて 私の履歴書』（日本経済新聞社、2004年）ISBN 4532164923
- 四方田犬彦『日本の女優』（岩波書店、2000年）ISBN 4000263196
  - 文庫版『李香蘭と原節子』（岩波現代文庫、2011年）ISBN 4006021941
- 渡辺直紀「満映映画のハルビン表象─李香蘭主演『私の鶯』(1944) 論」『武蔵大学人文学会雑誌』第49巻第1号、武蔵大学人文学会、2017年12月、250(1)-211(40)、CRID 1050564287413657344、hdl:11149/1932、ISSN 0286-5696。